# Krokbyholmen
Krokbyholmen är en ö i Finland. Den ligger i sjön Gennarbyviken och i kommunen Raseborg i den ekonomiska regionen  Raseborg  och landskapet Nyland, i den södra delen av landet, 90 km väster om huvudstaden Helsingfors. Öns area är 4,4 hektar och dess största längd är 420 meter i sydväst-nordöstlig riktning.